# 向得功
向得功（？—？），和名宜野灣親方朝雅，琉球國第二尚氏王朝政治家、三司官。
向得功是羽地御殿第七代當主向愼淵（羽地按司朝字）的第三子。他也是向氏具志川殿內的第一代當主。雍正三年（1725年），尚敬王接受清朝冊封後，派紫巾官向得功、正議大夫鄭士絢等人前往清朝謝恩，並進獻方物。
向得功於乾隆十年乙丑十月初七日（1745年10月31日）出任三司官。在任期間，與蔡溫（具志頭親方文若）、向儉德（今歸仁親方朝見）一起主持了《球陽》的編纂。乾隆十五年庚午十二月初四日（1751年1月1日）致仕。
本部朝基在其著作中提到尚敬王時代有一位空手家具志川親方。此人真實身份不詳，據考證，具志川親方可能與向得功是同一人。